# Fußball-Europameisterschaft 2021/Gruppe A
| Pl. | Land    | Sp. | S | U | N | Tore    | Diff. | Punkte |
| --- | ------- | --- | - | - | - | ------- | ----- | ------ |
| 1.  | Italien | 3   | 3 | 0 | 0 | 007:000 | +7    | 09     |
| 2.  | Wales   | 3   | 1 | 1 | 1 | 003:200 | +1    | 04     |
| 3.  | Schweiz | 3   | 1 | 1 | 1 | 004:500 | −1    | 04     |
| 4.  | Türkei  | 3   | 0 | 0 | 3 | 001:800 | −7    | 0      |

Gruppe A der Fußball-Europameisterschaft 2021:

## Türkei – Italien 0:3 (0:0)
| Türkei                                                        | Türkei | Italien | Italien | Aufstellung                      |
| ------------------------------------------------------------- | --- | --- | ------- | -------------------------------- |
| Türkei                                                        | \| 1. Spieltag \| \| 11. Juni 2021 um 21:00 Uhr (MESZ) in Rom (Olympiastadion Rom) \| \| Zuschauer: 12.916 \| \| Schiedsrichter: Danny Makkelie ( Niederlande) 1 \| \| Spielbericht \|                                                                                      | \| 1. Spieltag \| \| 11. Juni 2021 um 21:00 Uhr (MESZ) in Rom (Olympiastadion Rom) \| \| Zuschauer: 12.916 \| \| Schiedsrichter: Danny Makkelie ( Niederlande) 1 \| \| Spielbericht \| | Italien | Aufstellung Türkei gegen Italien |
| Türkei                                                        | Uğurcan Çakır – Zeki Çelik, Merih Demiral, Çağlar Söyüncü, Umut Meraş – Okay Yokuşlu (65. İrfan Can Kahveci) – Kenan Karaman (77. Halil Dervişoğlu), Ozan Tufan (64. Kaan Ayhan), Yusuf Yazıcı (46. Cengiz Ünder), Hakan Çalhanoğlu – Burak Yılmaz Cheftrainer: Şenol Güneş | Gianluigi Donnarumma – Alessandro Florenzi (46. Giovanni Di Lorenzo), Leonardo Bonucci, Giorgio Chiellini , Leonardo Spinazzola – Nicolò Barella, Jorginho, Manuel Locatelli (74. Bryan Cristante) – Domenico Berardi (85. Federico Bernardeschi), Ciro Immobile (81. Andrea Belotti), Lorenzo Insigne (81. Federico Chiesa) Cheftrainer: Roberto Mancini | Italien | Aufstellung Türkei gegen Italien |
| Türkei                                                        | 0:1 Demiral (53., Eigentor) 0:2 Immobile (66.) 0:3 Insigne (79.) | | Italien | Aufstellung Türkei gegen Italien |
| Türkei                                                        | Söyüncü (88.), Dervişoğlu (90.) | | Italien | Aufstellung Türkei gegen Italien |
| Türkei                                                        | Star des Spiels: Leonardo Spinazzola (Italien) | | Italien | Aufstellung Türkei gegen Italien |
| 1. Spieltag                                                   | | |         |                                  |
| 11. Juni 2021 um 21:00 Uhr (MESZ) in Rom (Olympiastadion Rom) | | |         |                                  |
| Zuschauer: 12.916                                             | | |         |                                  |
| Schiedsrichter: Danny Makkelie ( Niederlande) 1               | | |         |                                  |
| Spielbericht                                                  | | |         |                                  |

Italien war in der ersten Hälfte spielbestimmend und deutlich häufiger in Ballbesitz. Aufgrund wiederholter Fehlpässe der Türken im Spielaufbau kamen die Italiener zu 14 Abschlusschancen, ohne jedoch einen Treffer zu erzielen. Nach dem Seitenwechsel gelangte der Ball nach einem Vorstoß von Domenico Berardi auf der am häufigsten bespielten rechten Seite per Flanke in den Fünfmeterraum zum Türken Merih Demiral, der ihn mit dem Oberkörper ins eigene Tor beförderte. Erstmals war der erste Treffer einer Europameisterschaft somit ein Eigentor. Im von Nationaltrainer Roberto Mancini etablierten Spielsystem war Italien nun aber nicht auf eine reine Ergebnisverwaltung bedacht, sondern drängte auf einen Ausbau der Führung. Der Gegner gelangte selten bis an den italienischen Sechzehnmeterraum und konnte im gesamten Spielverlauf keine hochkarätige Torchance produzieren. Keeper Uğurcan Çakır gelangen im Anschluss an den Rückstand zwei Paraden, letztendlich schaffte es aber der Römer Ciro Immobile, im eigenen Stadion nach einer Handabwehr des gegnerischen Torwarts per „Abstauber“ das 2:0 zu erzielen. Çakır war es rund eine Viertelstunde später dann auch, der die Italiener durch einen misslungenen Abstoß in der Nähe des Strafraums in einer Überzahlsituation in Ballbesitz brachte, was im 3:0-Endstand durch einen der auffälligsten Akteure, Lorenzo Insigne, mündete.

## Wales – Schweiz 1:1 (0:0)
| Wales                                                                      | Wales | Schweiz | Schweiz | Aufstellung                     |
| -------------------------------------------------------------------------- | --- | --- | ------- | ------------------------------- |
| Wales                                                                      | \| 1. Spieltag \| \| 12. Juni 2021 um 17:00 Uhr (15:00 Uhr MESZ) in Baku (Nationalstadion Baku) \| \| Zuschauer: 8.782 \| \| Schiedsrichter: Clément Turpin ( Frankreich) 2 \| \| Spielbericht \|                 | \| 1. Spieltag \| \| 12. Juni 2021 um 17:00 Uhr (15:00 Uhr MESZ) in Baku (Nationalstadion Baku) \| \| Zuschauer: 8.782 \| \| Schiedsrichter: Clément Turpin ( Frankreich) 2 \| \| Spielbericht \|                                                | Schweiz | Aufstellung Wales gegen Schweiz |
| Wales                                                                      | Danny Ward – Connor Roberts, Chris Mepham, Joe Rodon, Ben Davies – Joe Morrell, Joe Allen, Aaron Ramsey (90.+3 Ethan Ampadu) – Gareth Bale , Kieffer Moore, Daniel James (75. David Brooks) Cheftrainer: Rob Page | Yann Sommer – Nico Elvedi, Fabian Schär, Manuel Akanji – Kevin Mbabu, Remo Freuler, Granit Xhaka , Ricardo Rodríguez – Xherdan Shaqiri (66. Denis Zakaria) – Haris Seferović (84. Mario Gavranović), Breel Embolo Cheftrainer: Vladimir Petković | Schweiz | Aufstellung Wales gegen Schweiz |
| Wales                                                                      | 1:1 Moore (74.) | 0:1 Embolo (49.) | Schweiz | Aufstellung Wales gegen Schweiz |
| Wales                                                                      | Moore (40.) | Schär (30.), Mbabu (63.) | Schweiz | Aufstellung Wales gegen Schweiz |
| Wales                                                                      | Star des Spiels: Breel Embolo (Schweiz) | | Schweiz | Aufstellung Wales gegen Schweiz |
| 1. Spieltag                                                                | | |         |                                 |
| 12. Juni 2021 um 17:00 Uhr (15:00 Uhr MESZ) in Baku (Nationalstadion Baku) | | |         |                                 |
| Zuschauer: 8.782                                                           | | |         |                                 |
| Schiedsrichter: Clément Turpin ( Frankreich) 2                             | | |         |                                 |
| Spielbericht                                                               | | |         |                                 |

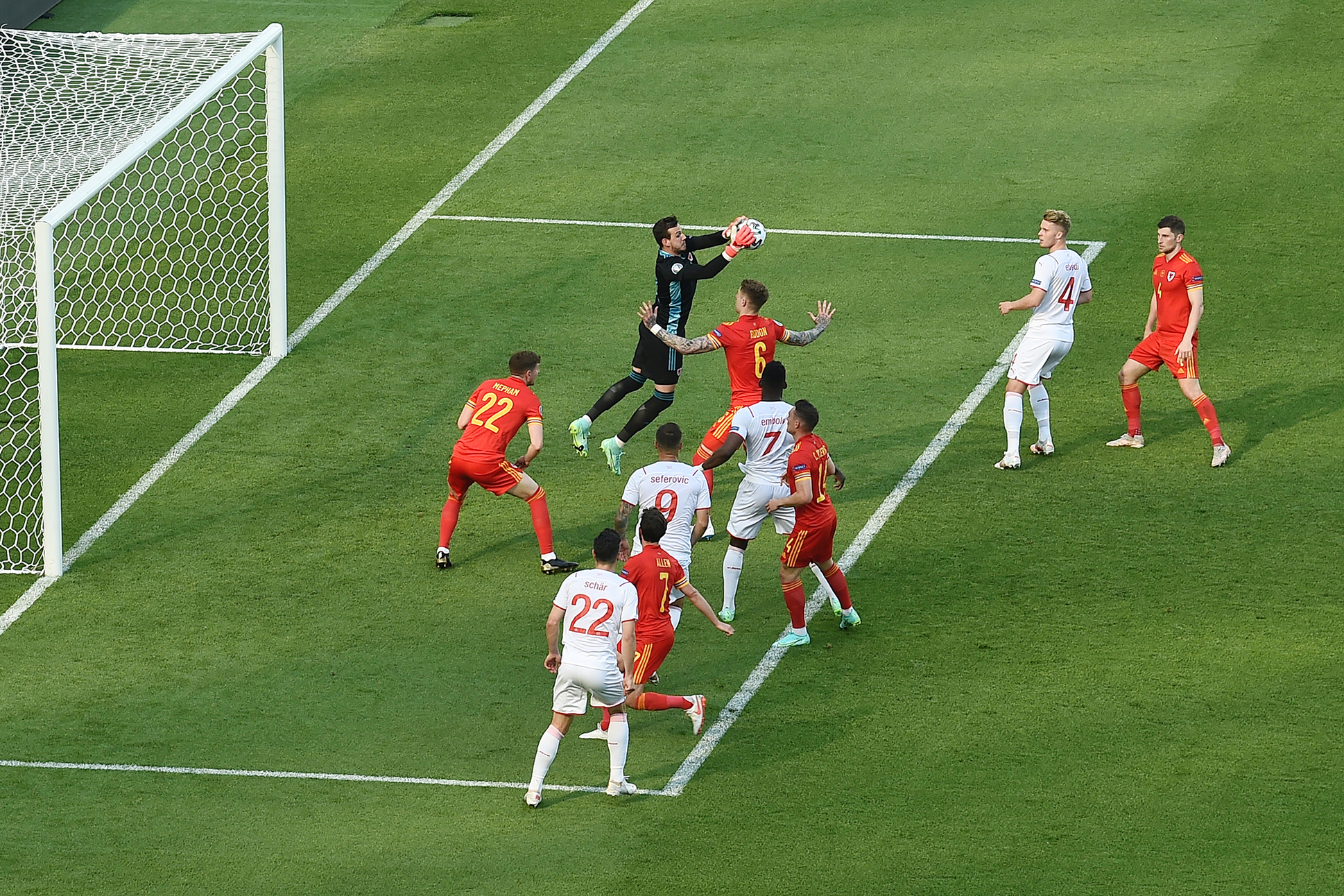
Danny Ward fängt eine Schweizer Flanke

Wales hatte relativ früh die erste Großchance, als Kieffer Moore frei zum Kopfball kam, eine Parade von Keeper Yann Sommer verhinderte aber die Führung. Auf der Gegenseite hatte Fabian Schär wenig später die Gelegenheit, für die Schweizer zu treffen, sein Abschluss per Hacke wurde von Danny Ward abgewehrt. Die Schweiz wurde im weiteren Verlauf stärker, vor allem über die rechte Außenbahn, letztendlich ging es aber dann torlos in die Halbzeitpause. Nach dem Seitenwechsel konnte sich der auffälligste Akteur, der Schweizer Breel Embolo, im Sprint gegen zwei Verteidiger durchsetzen, schoss aber über Wards Tor. Die Schweiz, welche die gesamte Partie über eine mangelnde Chancenverwertung an den Tag legte, ging schließlich in Person von Embolo in der 49. Minute nach einem Eckball in Führung. 25 Minuten später glichen die Waliser dann aus. Eine Ecke ihrerseits wurde in den Bereich vor dem Strafraum gespielt, Joe Morrell flankte präzise auf seinen nicht gedeckten Teamkollegen Moore, der diesmal per Kopfball erfolgreich war. Am dritten Treffer war erneut Embolo beteiligt, als er Mario Gavranović bediente, welcher aber aus dem Abseits heraus traf, weshalb es beim Remis blieb.

## Türkei – Wales 0:2 (0:1)
| Türkei                                                                     | Türkei | Wales | Wales | Aufstellung                    |
| -------------------------------------------------------------------------- | --- | --- | ----- | ------------------------------ |
| Türkei                                                                     | \| 2. Spieltag \| \| 16. Juni 2021 um 20:00 Uhr (18:00 Uhr MESZ) in Baku (Nationalstadion Baku) \| \| Zuschauer: 19.762 \| \| Schiedsrichter: Artur Soares Dias ( Portugal) 3 \| \| Spielbericht \|                                                                                           | \| 2. Spieltag \| \| 16. Juni 2021 um 20:00 Uhr (18:00 Uhr MESZ) in Baku (Nationalstadion Baku) \| \| Zuschauer: 19.762 \| \| Schiedsrichter: Artur Soares Dias ( Portugal) 3 \| \| Spielbericht \|                                    | Wales | Aufstellung Türkei gegen Wales |
| Türkei                                                                     | Uğurcan Çakır – Zeki Çelik, Kaan Ayhan, Çağlar Söyüncü, Umut Meraş (72. Mert Müldür) – Hakan Çalhanoğlu, Okay Yokuşlu (46. Merih Demiral), Ozan Tufan (46. Yusuf Yazıcı) – Cengiz Ünder (83. İrfan Can Kahveci), Burak Yılmaz , Kenan Karaman (75. Halil Dervişoğlu) Cheftrainer: Şenol Güneş | Danny Ward – Connor Roberts, Chris Mepham, Joe Rodon, Ben Davies – Joe Morrell, Joe Allen (73. Ethan Ampadu) – Gareth Bale , Aaron Ramsey (85. Harry Wilson), Daniel James (90.+4 Neco Williams) – Kieffer Moore Cheftrainer: Rob Page | Wales | Aufstellung Türkei gegen Wales |
| Türkei                                                                     | 0:1 Ramsey (42.) 0:2 Roberts (90.+5) | | Wales | Aufstellung Türkei gegen Wales |
| Türkei                                                                     | Yılmaz (90.+2), Çalhanoğlu (90.+2) | Davies (90.+2), Mepham (90.+2) | Wales | Aufstellung Türkei gegen Wales |
| Türkei                                                                     | Bale schießt Foulelfmeter über das Tor (61.) | | Wales | Aufstellung Türkei gegen Wales |
| Türkei                                                                     | Star des Spiels: Gareth Bale (Wales) | | Wales | Aufstellung Türkei gegen Wales |
| 2. Spieltag                                                                | | |       |                                |
| 16. Juni 2021 um 20:00 Uhr (18:00 Uhr MESZ) in Baku (Nationalstadion Baku) | | |       |                                |
| Zuschauer: 19.762                                                          | | |       |                                |
| Schiedsrichter: Artur Soares Dias ( Portugal) 3                            | | |       |                                |
| Spielbericht                                                               | | |       |                                |

Wales ging mit einem Zähler in diese Partie, die Türkei hingegen ohne Punkte oder Tore, weshalb die beiden Nationaltrainer jeweils offensiver als zuvor aufstellten. Innerhalb der ersten zehn Minuten scheiterte erst Aaron Ramsey am gegnerischen Keeper und daraufhin Spielführer Burak Yılmaz auf der anderen Seite. Im Vergleich zum Spiel gegen Italien gelangen den Türken diesmal häufiger flüssigere Kombinationen, die aber letztendlich nicht in gefährlichen Abschlüssen mündeten. Der bereits dritte Versuch innerhalb der ersten Hälfte von Gareth Bale und Ramsey führte dann in der 42. Minute das erste Tor für Wales herbei. Bale chippte den Ball zu seinem Mitspieler, der im Anschluss Torwart Uğurcan Çakır überwinden konnte. Kurz nach dem Seitenwechsel bot sich Yılmaz die Gelegenheit zum Ausgleich, allerdings vergab der Angreifer auf einen Eckstoß folgend aus sechs Metern über das gegnerische Tor. Nach einer Stunde ließ Zeki Çelik am Rand des eigenen Strafraums gegen Bale das Bein stehen, um diesen zu stoppen. Der Gefoulte nutzte aber die Chance auf ein Strafstoßtor durch einen deutlich zu hoch angesetzten Schuss nicht. Den anschließenden Abstoß nahm Çakır dann erst nach einem Doppelpass mit einem Teamkollegen vor, traf daraufhin aber den herangeeilten Bale, von dem der Ball abprallte und das Tor nur knapp verfehlte. Drei Minuten vor Ende der regulären Spielzeit hatte Merih Demiral, Schütze des Eröffnungseigentors, eine Großchance auf den Ausgleich und zwang Danny Ward zu einer Parade. Eine kurz ausgeführte Ecke brachte in der fünften Minute der Nachspielzeit ein ums andere Mal Bale in Ballbesitz, welcher sich an der Seitenlinie gegen zwei Türken durchsetzte und zu Verteidiger Connor Roberts passte, der nur noch zum 2:0-Endstand einschieben musste.

## Italien – Schweiz 3:0 (1:0)
| Italien                                                       | Italien | Schweiz | Schweiz | Aufstellung                       |
| ------------------------------------------------------------- | --- | --- | ------- | --------------------------------- |
| Italien                                                       | \| 2. Spieltag \| \| 16. Juni 2021 um 21:00 Uhr (MESZ) in Rom (Olympiastadion Rom) \| \| Zuschauer: 12.445 \| \| Schiedsrichter: Sergei Karassjow ( Russland) 4 \| \| Spielbericht \| | \| 2. Spieltag \| \| 16. Juni 2021 um 21:00 Uhr (MESZ) in Rom (Olympiastadion Rom) \| \| Zuschauer: 12.445 \| \| Schiedsrichter: Sergei Karassjow ( Russland) 4 \| \| Spielbericht \| | Schweiz | Aufstellung Italien gegen Schweiz |
| Italien                                                       | Gianluigi Donnarumma – Giovanni Di Lorenzo, Leonardo Bonucci, Giorgio Chiellini (24. Francesco Acerbi), Leonardo Spinazzola – Nicolò Barella (86. Bryan Cristante), Jorginho, Manuel Locatelli (86. Matteo Pessina) – Domenico Berardi (70. Rafael Tolói), Ciro Immobile, Lorenzo Insigne (69. Federico Chiesa) Cheftrainer: Roberto Mancini | Yann Sommer – Nico Elvedi, Fabian Schär (57. Steven Zuber), Manuel Akanji – Kevin Mbabu (58. Silvan Widmer), Remo Freuler (84. Djibril Sow), Granit Xhaka , Ricardo Rodríguez – Xherdan Shaqiri (76. Ruben Vargas) – Haris Seferović (46. Mario Gavranović), Breel Embolo Cheftrainer: Vladimir Petković | Schweiz | Aufstellung Italien gegen Schweiz |
| Italien                                                       | 1:0 Locatelli (26.) 2:0 Locatelli (52.) 3:0 Immobile (89.) | | Schweiz | Aufstellung Italien gegen Schweiz |
| Italien                                                       | Gavranović (49.), Embolo (79.) | | Schweiz | Aufstellung Italien gegen Schweiz |
| Italien                                                       | Star des Spiels: Manuel Locatelli (Italien) | | Schweiz | Aufstellung Italien gegen Schweiz |
| 2. Spieltag                                                   | | |         |                                   |
| 16. Juni 2021 um 21:00 Uhr (MESZ) in Rom (Olympiastadion Rom) | | |         |                                   |
| Zuschauer: 12.445                                             | | |         |                                   |
| Schiedsrichter: Sergei Karassjow ( Russland) 4                | | |         |                                   |
| Spielbericht                                                  | | |         |                                   |

Vor und besonders nach diesem Spiel wurde in den Medien diskutiert, mit welchem Anspruch und Selbstbild das Schweizer Nationalteam zur EM gefahren sei. Erwähnt wurde etwa, dass einige Spieler mit Lamborghinis zu ihrem Trainingslager nach Bad Ragaz gefahren seien, dass Trainer Petković den Spielern aufgetragen hatte, am Wochenende zu Hause zu bleiben – stattdessen wurden Tätowierstudios und Restaurants besucht – und einige Spieler ließen vor der Partie gegen Spanien einen Friseur ins EM-Camp fliegen. Auch Schweizer Landesmedien wie das SRF merkten an, dass die Nati „wieder selbstverschuldet auf Nebenschauplätzen Energie verliere“.

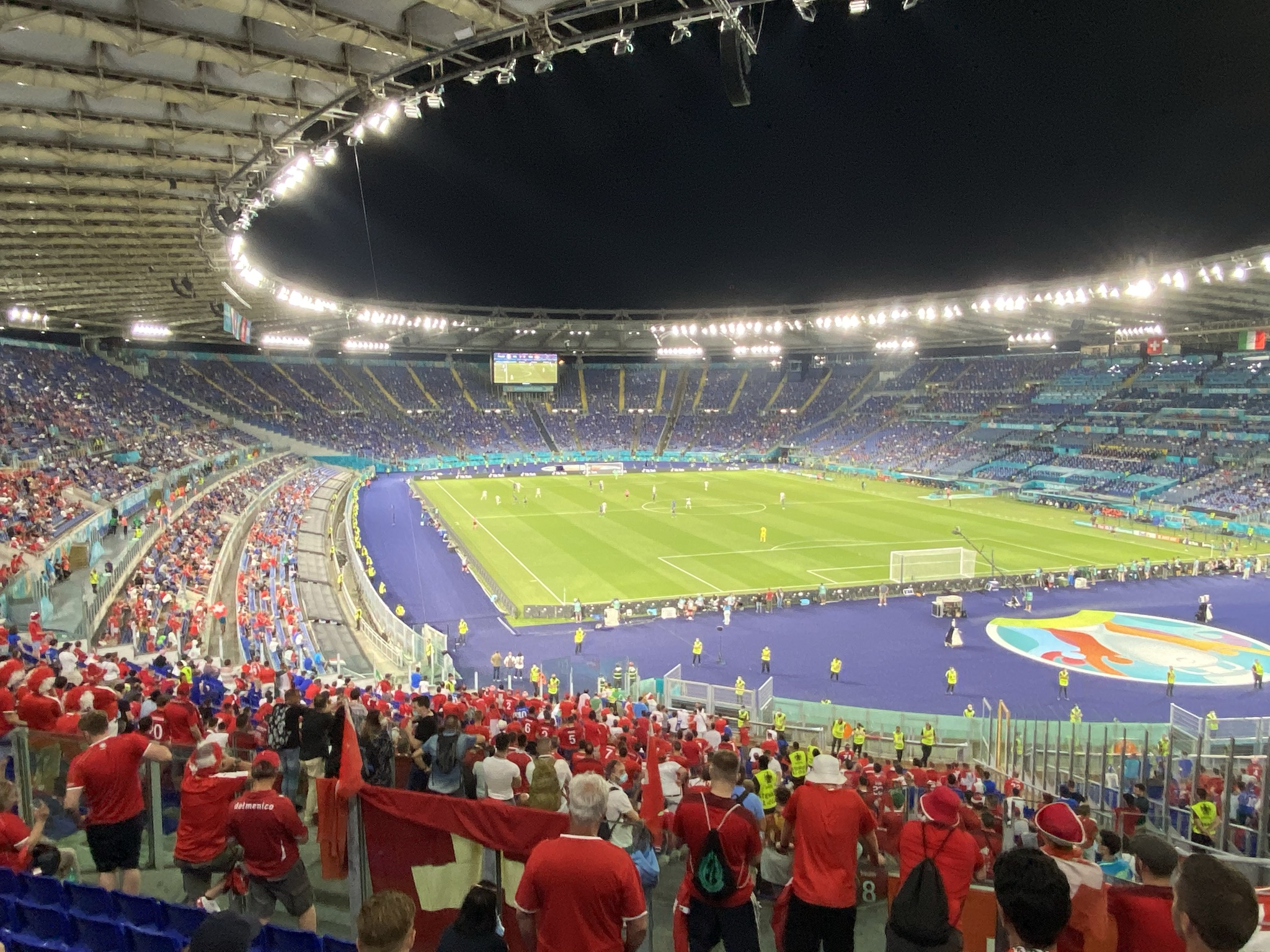
Das Stadio Olimpico während des Spiels zwischen Italien und der Schweiz

Die Schweizer setzten der italienischen Viererkette zwei Stürmer entgegen und versuchten früh, diese zu überwinden, was ihnen aber nicht gelang. Stattdessen nutzten die Italiener diese Ballverluste des Gegners für temporeiche Konter, die hauptsächlich über die linke Seite, auf der Leonardo Spinazzola und Lorenzo Insigne aktiv waren, liefen. Nach einer Flanke Spinazzolas hatte dann Mittelstürmer Ciro Immobile auch nach zehn Minuten per Kopf die erste Chance. Inmitten einer dominierenden Phase des Gastgebers Italien traf Kapitän Giorgio Chiellini nach einem Eckball zum vermeintlichen 1:0, hatte aber zuvor in einem Luftduell ein Handspiel begangen, weshalb der Schiedsrichter den Treffer nach VAR-Überprüfung nicht gab. Der 36-jährige Verteidiger musste dann auch wenig später angeschlagen vom Feld. Domenico Berardi gelangte dann nach einem erfolgreichen Dribbling bis an die Grundlinie, von wo aus er seinen Mitspieler Manuel Locatelli bediente, der aus nächste Nähe den regulären ersten Treffer erzielte. Bis zur Halbzeit legte Italien nach dem 1:0 noch dreimal im Anschluss an Konter nach, Yann Sommer verhinderte aber zunächst einen Ausbau der Führung. Die zweite Hälfte begann weitestgehend wie die erste. Doch nach bereits sechs gespielten Minuten in dieser traf Locatelli erneut, als er aus 20 Metern unbedrängt abschließen konnte. In der 64. Minute hatte die Schweiz ihre erste Großchance, jedoch gelang es dem eingewechselten Steven Zuber zweimal nicht, das Anschlusstor zu erzielen. Nach drei Möglichkeiten Immobiles innerhalb kurzer Zeit brachte dieser innerhalb der Schlussphase einen direkt abgenommenen Aufpraller auf Sommers Tor, woraufhin es 3:0 für Italien stand. Erneut war die Squadra azzurra ohne Gegentreffer geblieben und qualifizierte sich als erste Mannschaft für das Achtelfinale.

## Italien – Wales 1:0 (1:0)
| Italien                                                       | Italien | Wales | Wales | Aufstellung                     |
| ------------------------------------------------------------- | --- | --- | ----- | ------------------------------- |
| Italien                                                       | \| 3. Spieltag \| \| 20. Juni 2021 um 18:00 Uhr (MESZ) in Rom (Olympiastadion Rom) \| \| Zuschauer: 11.541 \| \| Schiedsrichter: Ovidiu Hațegan ( Rumänien) 5 \| \| Spielbericht \| | \| 3. Spieltag \| \| 20. Juni 2021 um 18:00 Uhr (MESZ) in Rom (Olympiastadion Rom) \| \| Zuschauer: 11.541 \| \| Schiedsrichter: Ovidiu Hațegan ( Rumänien) 5 \| \| Spielbericht \|                                                                                       | Wales | Aufstellung Italien gegen Wales |
| Italien                                                       | Gianluigi Donnarumma (89. Salvatore Sirigu) – Rafael Tolói, Leonardo Bonucci (46. Francesco Acerbi), Alessandro Bastoni, Emerson – Matteo Pessina (87. Gaetano Castrovilli), Jorginho (75. Bryan Cristante), Marco Verratti – Federico Bernardeschi (75. Giacomo Raspadori), Andrea Belotti, Federico Chiesa Cheftrainer: Roberto Mancini | Danny Ward – Joe Rodon, Ethan Ampadu, Chris Gunter – Connor Roberts, Joe Morrell (60. Kieffer Moore), Joe Allen (86. Dylan Levitt), Neco Williams (86. Ben Davies) – Aaron Ramsey – Gareth Bale (86. David Brooks), Daniel James (74. Harry Wilson) Cheftrainer: Rob Page | Wales | Aufstellung Italien gegen Wales |
| Italien                                                       | 1:0 Pessina (39.) | | Wales | Aufstellung Italien gegen Wales |
| Italien                                                       | Pessina (79.) | Allen (51.), Gunter (79.) | Wales | Aufstellung Italien gegen Wales |
| Italien                                                       | Ampadu (55.) | | Wales | Aufstellung Italien gegen Wales |
| Italien                                                       | Star des Spiels: Federico Chiesa (Italien) | | Wales | Aufstellung Italien gegen Wales |
| 3. Spieltag                                                   | | |       |                                 |
| 20. Juni 2021 um 18:00 Uhr (MESZ) in Rom (Olympiastadion Rom) | | |       |                                 |
| Zuschauer: 11.541                                             | | |       |                                 |
| Schiedsrichter: Ovidiu Hațegan ( Rumänien) 5                  | | |       |                                 |
| Spielbericht                                                  | | |       |                                 |

Nationaltrainer Roberto Mancini tauschte acht von elf Spielern in der Startelf aus, nachdem der Achtelfinaleinzug bereits im Vorfeld gesichert worden war. In der ersten Hälfte hatten die Italiener rund 70 % Ballbesitz und ihre Spieler Matteo Pessina, Andrea Belotti und Federico Chiesa mehrere Chancen auf den Führungstreffer. Pessina lenkte den Ball schließlich nach 39 Minuten nach einem Freistoß aus nächster Nähe in das Tor der Waliser. Federico Bernardeschi setzte nach dem Seitenwechsel einen flachen Freistoß, der vor dem Tor noch einmal aufsprang, gegen den Pfosten, wenig später zögerte Aaron Ramsey vor Gianluigi Donnarumma und geriet dann in Bedrängnis durch mehrere italienische Verteidiger. Ethan Ampadu schwächte sein in Rückstand befindliches Team nach 55 Minuten weiter, als er ein grobes Foul beging und mit Rot vom Platz gestellt wurde. In der Folge standen die Italiener defensiv weiter sicher und Wales kam zu keinen weiteren Großchancen, ihr Keeper Danny Ward musste hingegen noch zweimal parieren. Italien holte sich somit mit der vollen Punktausbeute den Gruppensieg und blieb auch im dreißigsten Länderspiel in Folge ungeschlagen. Darüber hinaus hatten die Torhüter der Squadra azzurra seit bereits über 1.000 Spielminuten keinen Gegentreffer mehr hinnehmen müssen. Dazu trug auch Salvatore Sirigu bei, den Mancini kurz vor Schluss noch für Donnarumma einwechselte. Durch einen ausgeglichenen direkten Vergleich und eine bessere Tordifferenz gegenüber der Schweiz wurden die Waliser trotz der Niederlage Gruppenzweiter vor den „Eidgenossen“.

## Schweiz – Türkei 3:1 (2:0)
| Schweiz                                                                    | Schweiz | Türkei | Türkei | Aufstellung                      |
| -------------------------------------------------------------------------- | --- | --- | ------ | -------------------------------- |
| Schweiz                                                                    | \| 3. Spieltag \| \| 20. Juni 2021 um 20:00 Uhr (18:00 Uhr MESZ) in Baku (Nationalstadion Baku) \| \| Zuschauer: 17.138 \| \| Schiedsrichter: Slavko Vinčić ( Slowenien) 6 \| \| Spielbericht \| | \| 3. Spieltag \| \| 20. Juni 2021 um 20:00 Uhr (18:00 Uhr MESZ) in Baku (Nationalstadion Baku) \| \| Zuschauer: 17.138 \| \| Schiedsrichter: Slavko Vinčić ( Slowenien) 6 \| \| Spielbericht \|                                                                                             | Türkei | Aufstellung Schweiz gegen Türkei |
| Schweiz                                                                    | Yann Sommer – Nico Elvedi, Manuel Akanji, Ricardo Rodríguez – Silvan Widmer (90.+2 Kevin Mbabu), Remo Freuler, Granit Xhaka , Steven Zuber (85. Loris Benito) – Xherdan Shaqiri (75. Ruben Vargas) – Haris Seferović (75. Mario Gavranović), Breel Embolo (85. Admir Mehmedi) Cheftrainer: Vladimir Petković | Uğurcan Çakır – Zeki Çelik, Merih Demiral, Çağlar Söyüncü, Mert Müldür – Ozan Tufan (64. Yusuf Yazıcı), Kaan Ayhan (64. Okay Yokuşlu), İrfan Can Kahveci (80. Orkun Kökçü) – Cengiz Ünder (80. Kenan Karaman), Burak Yılmaz , Hakan Çalhanoğlu (86. Dorukhan Toköz) Cheftrainer: Şenol Güneş | Türkei | Aufstellung Schweiz gegen Türkei |
| Schweiz                                                                    | 1:0 Seferović (6.) 2:0 Shaqiri (26.) 3:1 Shaqiri (68.) | 2:1 Kahveci (62.) | Türkei | Aufstellung Schweiz gegen Türkei |
| Schweiz                                                                    | Xhaka (78.) | Çalhanoğlu (70.), Çelik (75.), Söyüncü (76.) | Türkei | Aufstellung Schweiz gegen Türkei |
| Schweiz                                                                    | Star des Spiels: Xherdan Shaqiri (Schweiz) | | Türkei | Aufstellung Schweiz gegen Türkei |
| 3. Spieltag                                                                | | |        |                                  |
| 20. Juni 2021 um 20:00 Uhr (18:00 Uhr MESZ) in Baku (Nationalstadion Baku) | | |        |                                  |
| Zuschauer: 17.138                                                          | | |        |                                  |
| Schiedsrichter: Slavko Vinčić ( Slowenien) 6                               | | |        |                                  |
| Spielbericht                                                               | | |        |                                  |

Relativ früh in der Partie prüfte Kaan Ayhan mit einem weiten Ball Yann Sommer, der diesen aber abwehren konnte. Auf der anderen Seite wurden Steven Zuber und Haris Seferović in der 6. Minute vor dem Strafraum nicht entschieden genug gestört, woraufhin Letzterer zum 1:0 traf. Zwanzig Minuten später waren beide Spieler erneut an der Strafraumkante an der Entstehung eines Treffers beteiligt – der Ball gelangte zu Xherdan Shaqiri, der einen präzisen Distanzschuss ins rechte obere Eck setzte. Jener Shaqiri hatte wenig später nach einem Sprint gegen zwei türkische Verteidiger Vorteile, scheiterte aber nach dem Abschluss an Torwart Uğurcan Çakır, der noch mit dem Fuß abwehren konnte. Mert Müldür probierte es dann seinerseits aus der Distanz und wieder war Sommer auf dem Posten. Nach dem Seitenwechsel war der türkische Mittelfeldspieler dann mit seinem zweiten Distanzschuss erfolgreich und konnte mit seiner Mannschaft zum 1:2 aufschließen. Nach 68 Minuten machte sich Shaqiri dann erneut seine Schnelligkeit zu Nutze, als er einen präzisen Pass von der linken Außenbahn annahm und für Çakır unhaltbar die Vorentscheidung herbeiführte. Trotz des Sieges und eines ausgeglichenen direkten Vergleichs gegenüber Wales landeten die Schweizer auf Rang 3, da die Briten das bessere Torverhältnis hatten.